# 쓰타자와촌
쓰타자와촌(일본어: 蔦沢村)은 일본 효고현 중서부, 시소군에 존재했던 촌이다.
1955년, 조시타촌, 야마사키정, 도하라촌, 간노촌, 가와히가시촌, 히지마촌과 합병해 새로운 야마자키정이 되었기 때문에 자치체로서는 소멸하였다.
구촌 지역은 현재 시소시 야마사키정의 북부에 해당한다.

## 역사
- 1889년 4월 1일 - 정촌제 시행에 수반해 시소군 쓰타자와촌이 성립하였다.
- 1955년 7월 20일 - 조시타촌, 야마사키정, 가와히가시촌, 도하라촌,, 쓰타자와촌, 가와히가시촌과 합병해 새로운 야마사키정이 성립하였기 때문에 소멸하였다.